# Kylähullut
Kylähullut (Nederlands: Dorpsgekken) is een Finse punkband, opgericht in 2004. De band neemt het maken van muziek niet heel serieus, de focus van de band ligt op plezier. Alle leden zijn afkomstig uit andere Finse metalformaties. Alexi Laiho wil zichzelf via de band als punkrocker profileren.
De band heeft tot nu toe twee albums en twee ep's uitgebracht, onder andere met medewerking van Tuomas Holopainen van Nightwish.

## Discografie

### Studioalbums
- Turpa Täynnä (2005)
- Peräaukko Sivistyksessä (2007)

### Discografie
- Keisarinleikkaus (2004)
- Lisää Persettä Rättipäille (2007)

### Videoclips
- Kääpiöt - Turpa Täynnä
- Kieli Hanurissa